# Brian Williams (giocatore di football americano 1966)
Brian Scott Williams (Mt. Lebanon, 8 giugno 1966) è un ex giocatore di football americano statunitense che ha giocato nel ruolo di centro nella National Football League (NFL).
Al college giocò a football al Minnesota

## Carriera professionistica
Williams fu scelto come 18º assoluto nel Draft NFL 1989 dai New York Giants. Vi giocò per tutte le undici stagioni della carriera professionistica fino al 1999, vincendo nel suo secondo anno il Super Bowl XXV contro i Buffalo Bills.

## Palmarès
- Super Bowl : 1

New York Giants: XXV
- National Football Conference Championship: 1

New York Giants: 1990

## Statistiche
| Partite             | 129 |
| Partite da titolare | 62  |